# Glycyphana fruhstorferi
Glycyphana fruhstorferi är en skalbaggsart som beskrevs av Conrad L. Schoch 1897. Glycyphana fruhstorferi ingår i släktet Glycyphana och familjen Cetoniidae. Inga underarter finns listade i Catalogue of Life.